# Gunter Dunkel
Gunter Dunkel (* 18. Juli 1953 in Waiblingen) ist ein österreichischer Wirtschaftswissenschaftler und Unternehmer. Er war von 2009 bis 2016 Vorstandsvorsitzender der Norddeutschen Landesbank-Girozentrale Hannover. Seit 2017 ist er Chairman European Private Debt bei Muzinich & Co.

## Leben
Nach dem Besuch der Volksschule und des Bundesgymnasiums in Steyr, Oberösterreich studierte Dunkel an der Wirtschaftsuniversität Wien. Er wurde 1976 in den Sozial- und Wirtschaftswissenschaften promoviert und erwarb parallel dazu den Magister Juris an der Universität Wien.
Seine berufliche Laufbahn im Bankensektor begann er 1978 bei der GiroCredit in Wien als Assistent der Bereichsleitung Kredit. 1980 wechselte er zu McKinsey & Company in den Bereich „Strategisches Management“. Von 1983 bis 1996 arbeitete er bei der Bayerischen Hypotheken- und Wechsel-Bank AG in New York und München.
Zum 1. Januar 1997 wurde Dunkel in den Vorstand der Norddeutschen Landesbank Girozentrale (NORD/LB) berufen und lebt seitdem in Hannover. Seit dem 1. Januar 2007 war er stellvertretender Vorstandsvorsitzender und mit Wirkung vom 1. Januar 2009 wurde er zum Vorstandsvorsitzenden der Nord/LB gewählt.
Ebenfalls im Jahr 2009 wurde er in den Vorstand des Bundesverbandes Öffentlicher Banken Deutschlands, VÖB, Berlin berufen, dem er ab 2012 als Präsident vorstand.
Von 2009 bis 2016 war er Mitglied des Vorstandes des Deutschen Sparkassen- und Giroverbandes, Berlin.
Für das Vereinigte Königreich Großbritannien und Nordirland war er zwischen 2010 und 2016 als Honorarkonsul für Niedersachsen tätig. Im Jahr 2018 erfolgte seine Aufnahme in die zivile Abteilung des Order of the British Empire (OBE).
Gunter Dunkel ist seit 1976 mit Frau Heidelinde Dunkel verheiratet. Das Ehepaar hat zwei Kinder.

## Mandate
Dunkel ist Mitglied im Aufsichtsrat der Continental AG, Hannover (seit April 2009) und DEVnet Equity Partners AG (2019). Er ist Präsident der Stiftung Niedersachsen und in verschiedenen Kuratorien und Ausschüssen tätig. So ist er u. a. Sprecher des Kuratoriums der Deutschen AIESEC, Schirmherr des Ambulanten Palliativ- und Hospiz Dienstes in Hannover und Mitglied des Kuratoriums der Opernstiftung Hannover.
Als Geschäftsführer der dunkel.investments GmbH investiert er in junge Unternehmen, wie z. B. in eine europaweite Healthcare-Crowdfundingplatform.
Mit Directors Academy Financial Services GmbH engagiert er sich als Gesellschafter für Fortbildung von Aufsichtsräten anhand einer multimedialen Online-Wissenssammlung.
Zusammen mit seiner Frau fördert er die dunkel.foundation für Menschenrechte.